# Nolina

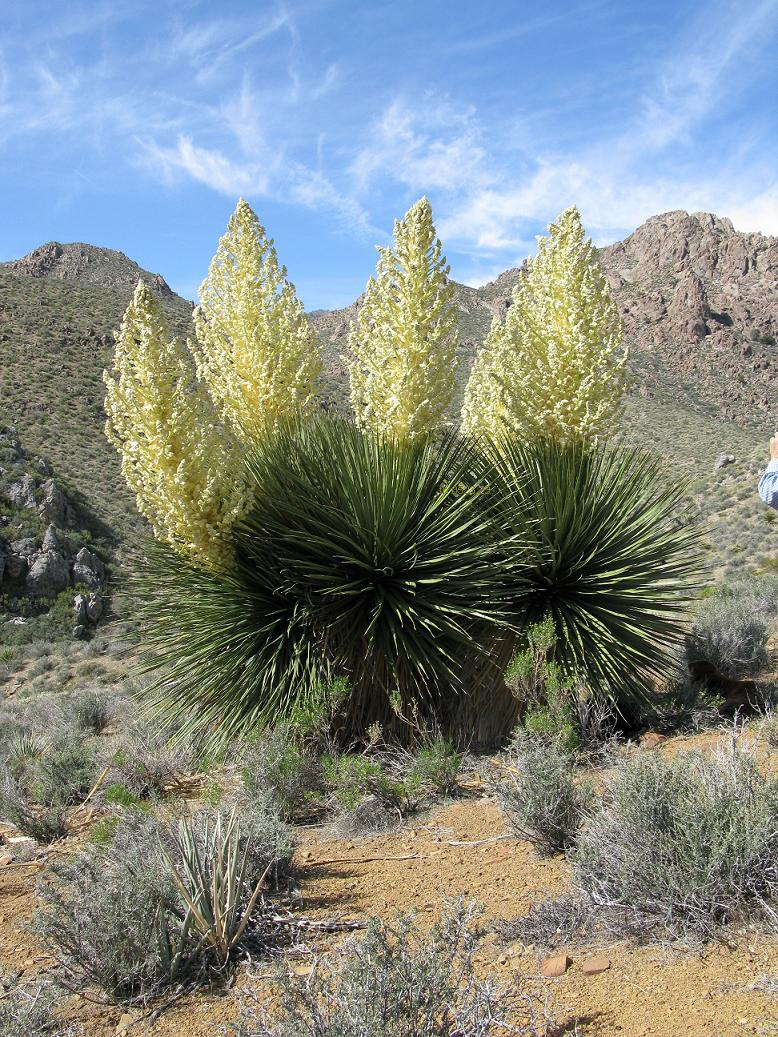
Nolina

Nolina este un gen de plante din familia Asparagaceae, subfamilia Nolinoideae. Denumirea a fost dată după numele francezului Abbé P. C. Nolin, care a publicat în 1755  cartea "Essai sur l'agriculture moderne". În SUA planta este numită "Beargrass" (Iarba ursului). Genul cuprinde 26 de specii care sunt răspândite în SUA și Mexic, unele specii nefiind suficent cercetate. Este un gen de plante periclitate, mai ales prin lucrări de construcție sau acțiuni de îngrădire a terenurilor. Nolina este înrudită cu genurile taxonomice Beaucarnea, Calibanus și Dasylirion.

## Sistematică
După Fritz Hochstätter (2010)  de genul Nolina aparțin următoarele specii :
- Sektion Nolina Trel.
  - Nolina atopocarpa Bartlett
  - Nolina brittoniana Nash
  - Nolina georgiana Michx.
  - Nolina humilis S.Watson
  - Nolina lindheimeriana (Scheele) S.Watson
  - Nolina pumila Rose
- Sektion Erumpentes Trel.
  - Nolina arenicola Correll
  - Nolina cespitifera Trel.
  - Nolina erumpens (Torr.) S.Watson
  - Nolina greenei S.Watson ex Wooton & Standl.
  - Nolina micrantha  I.M.Johnst.
  - Nolina texana S.Watson
- Sektion Microcarpae Trel.
  - Nolina durangensis Trel.
  - Nolina elegans Rose
  - Nolina microcarpa S.Watson
  - Nolina palmeri S.Watson
- Sektion Arborescentes Trel.
  - Nolina beldingii Brandegee
  - Nolina bigelovii (Torr.) S.Watson
  - Nolina cismontana Dice
  - Nolina hibernica Hochstätter & D.Donati[2]
  - Nolina interrata Gentry
  - Nolina longifolia (Karw. ex Schult. & Schult.f.) Hemsl.
  - Nolina matapensis Wiggins
  - Nolina nelsonii Rose
  - Nolina parryi S.Watson
  - Nolina parviflora (Kunth) Hemsl.